# Tarouca
Tarouca é uma cidade portuguesa localizada na sub-região do Douro, pertencendo à região do Norte e ao distrito de Viseu. Tem uma área urbana de 21,95 km2, 4.334 habitantes em 2021 e uma densidade populacional de 197 habitantes por km2. 
É sede do município de Tarouca, tendo uma área total de 100,08 km2, 7.363 habitantes em 2021 e uma densidade populacional de 74 habitantes por km2, subdividido em 7 freguesias. O município é limitado a nordeste pelo município de Armamar, a leste por Moimenta da Beira, a sudoeste por Castro Daire, a sul por Vila Nova de Paiva  e a oeste por Lamego

## Freguesias

Freguesias do município de Tarouca.

O município de Tarouca está dividido em 7 freguesias:
- Gouviães e Ucanha
- Granja Nova e Vila Chã da Beira
- Mondim da Beira
- Salzedas
- São João de Tarouca
- Tarouca e Dálvares
- Várzea da Serra

## Património
- Igreja de São Pedro de Tarouca
- Mosteiro de São João de Tarouca
- Torre de Ucanha
- Mosteiro de Santa Maria de Salzedas
- Arcos de Paradela
- Capela de S. Martinho Esporões
- Fonte dos Esporões

## Evolução da população do município
★ Os Recenseamentos Gerais da população portuguesa tiveram lugar a partir de 1864, regendo-se pelas orientações do Congresso Internacional de Estatística de Bruxelas de 1853. Encontram-se disponíveis para consulta no site do Instituto Nacional de Estatística (INE). 

 Número de habitantes que tinham a residência oficial neste concelho à data em que os censos  se realizaram:
| Número de habitantes por grupo etário | Número de habitantes por grupo etário | Número de habitantes por grupo etário | Número de habitantes por grupo etário | Número de habitantes por grupo etário | Número de habitantes por grupo etário | Número de habitantes por grupo etário | Número de habitantes por grupo etário | Número de habitantes por grupo etário | Número de habitantes por grupo etário | Número de habitantes por grupo etário | Número de habitantes por grupo etário | Número de habitantes por grupo etário | Número de habitantes por grupo etário |
| ------------------------------------- | ------------------------------------- | ------------------------------------- | ------------------------------------- | ------------------------------------- | ------------------------------------- | ------------------------------------- | ------------------------------------- | ------------------------------------- | ------------------------------------- | ------------------------------------- | ------------------------------------- | ------------------------------------- | ------------------------------------- |
|                                       | 1900                                  | 1911                                  | 1920                                  | 1930                                  | 1940                                  | 1950                                  | 1960                                  | 1970                                  | 1981                                  | 1991                                  | 2001                                  | 2011                                  | 2021                                  |
| 0-14 Anos                             | 3611                                  | 3562                                  | 3352                                  | 3728                                  | 3982                                  | 4088                                  | 4065                                  | 3655                                  | 3129                                  | 2247                                  | 1542                                  | 1278                                  | 916                                   |
| 15-24 Anos                            | 1981                                  | 1767                                  | 1746                                  | 1661                                  | 1860                                  | 1946                                  | 1610                                  | 1610                                  | 1564                                  | 1960                                  | 1307                                  | 922                                   | 793                                   |
| 25-64 Anos                            | 3932                                  | 3989                                  | 3888                                  | 3985                                  | 4118                                  | 4479                                  | 4350                                  | 4000                                  | 3656                                  | 4095                                  | 4017                                  | 4292                                  | 3847                                  |
| = ou > 65 Anos                        | 568                                   | 594                                   | 637                                   | 691                                   | 663                                   | 781                                   | 820                                   | 785                                   | 1019                                  | 1277                                  | 1442                                  | 1556                                  | 1807                                  |

De 1900 a 1950 os dados referem-se à população "de facto", ou seja, que estava presente no concelho à data em que os censos se realizaram. Daí que se registem algumas diferenças relativamente à designada população residente)

## Política

### Eleições autárquicas[6]
| Data | %       | V       | %            | V            | %       | V       | %     | V    | %              | V  | %              | V       | %  | V  | %   | V   | Participação |                |
| Data | PPD/PSD | PPD/PSD | FEPU/APU/CDU | FEPU/APU/CDU | CDS-PP  | CDS-PP  | PS    | PS   | AD             | AD | PSD-CDS        | PSD-CDS | BE | BE | GCE | GCE | Participação |                |
| ---- | ------- | ------- | ------------ | ------------ | ------- | ------- | ----- | ---- | -------------- | -- | -------------- | ------- | -- | -- | --- | --- | ------------ | -------------- |
| Data | 1976    | 35,85   | 2            | 34,38        | 2       | 17,85   | 1     | 4,84 | -              |    |                |         |    |    |     |     |              | 62,58 / 100,00 |
| 1979 | AD      | AD      | 26,36        | 1            | AD      | AD      | 4,60  | -    | 65,31          | 4  | 72,66 / 100,00 |         |    |    |     |     |              |                |
| 1982 | AD      | AD      | 12,99        | -            | AD      | AD      | 19,84 | 1    | 62,03          | 4  | 61,48 / 100,00 |         |    |    |     |     |              |                |
| 1985 | 42,08   | 3       | 33,60        | 2            | 11,28   | -       | 9,13  | -    |                |    | 65,84 / 100,00 |         |    |    |     |     |              |                |
| 1989 | 43,51   | 3       | 36,76        | 2            | 12,32   | -       | 2,69  | -    | 65,04 / 100,00 |    |                |         |    |    |     |     |              |                |
| 1993 | 45,36   | 3       | 29,70        | 2            | 12,20   | -       | 8,58  | -    | 65,87 / 100,00 |    |                |         |    |    |     |     |              |                |
| 1997 | 34,02   | 2       | 8,14         | -            | 12,32   | -       | 42,14 | 3    | 63,77 / 100,00 |    |                |         |    |    |     |     |              |                |
| 2001 | 30,39   | 1       | 3,01         | -            |         |         | 62,89 | 4    | 65,48 / 100,00 |    |                |         |    |    |     |     |              |                |
| 2005 | CDS-PP  | CDS-PP  | 2,26         | -            | PPD/PSD | PPD/PSD | 53,42 | 3    | 40,53          | 2  | 61,38 / 100,00 |         |    |    |     |     |              |                |
| 2009 | 39,24   | 2       | 1,66         | -            | 4,57    | -       | 51,29 | 3    |                |    | 61,07 / 100,00 |         |    |    |     |     |              |                |
| 2013 | 51,08   | 3       | 1,59         | -            | 4,32    | -       | 35,53 | 2    | 3,94           | -  | 59,46 / 100,00 |         |    |    |     |     |              |                |
| 2017 | 56,76   | 3       | 2,26         | -            | 5,54    | -       | 30,93 | 2    |                |    | 60,04 / 100,00 |         |    |    |     |     |              |                |
| 2021 | 59,68   | 3       | 2,71         | -            | (a)     | (a)     | (a)   | (a)  | 33,79          | 2  | 62,63 / 100,00 |         |    |    |     |     |              |                |

(a) O CDS e o PS apoiaram a lista independente "Movimento de Cidadãos Amar Tarouca (MCAT)" nas eleições de 2021.

### Eleições legislativas
| Data | %     | %     | %     | %     | %     | %     | %        | %     | %    | %     | %    | %   | %       | % | %  | %  |  |
| Data | PSD   | CDS   | PS    | PCP   | UDP   | AD    | APU/ CDU | FRS   | PRD  | PSN   | BE   | PAN | PSD CDS | L | CH | IL |  |
| ---- | ----- | ----- | ----- | ----- | ----- | ----- | -------- | ----- | ---- | ----- | ---- | --- | ------- | - | -- | -- |  |
| Data | 1976  | 36,78 | 29,10 | 18,00 | 3,67  | 1,13  |          |       |      |       |      |     |         |   |    |    |  |
| 1979 | AD    | AD    | 8,48  | APU   | 1,49  | 65,37 | 13,65    |       |      |       |      |     |         |   |    |    |  |
| 1980 | AD    | AD    | FRS   | APU   | 0,46  | 69,26 | 12,23    | 9,12  |      |       |      |     |         |   |    |    |  |
| 1983 | 41,46 | 21,97 | 19,19 | APU   | 0,51  |       | 8,96     |       |      |       |      |     |         |   |    |    |  |
| 1985 | 40,79 | 22,09 | 9,91  | APU   | 0,43  | 9,68  | 10,31    |       |      |       |      |     |         |   |    |    |  |
| 1987 | 69,28 | 5,66  | 8,10  | CDU   | 0,17  | 6,31  | 2,42     |       |      |       |      |     |         |   |    |    |  |
| 1991 | 69,29 | 6,43  | 13,52 | CDU   |       | 4,56  | 0,34     | 1,32  |      |       |      |     |         |   |    |    |  |
| 1995 | 44,30 | 12,37 | 34,52 | CDU   | 0,50  | 3,40  |          | 0,42  |      |       |      |     |         |   |    |    |  |
| 1999 | 38,85 | 9,57  | 44,59 | CDU   |       | 2,55  | 0,43     | 0,60  |      |       |      |     |         |   |    |    |  |
| 2002 | 50,76 | 9,04  | 32,78 | CDU   | 2,61  |       | 1,11     |       |      |       |      |     |         |   |    |    |  |
| 2005 | 39,48 | 8,16  | 42,36 | CDU   | 3,00  | 2,28  |          |       |      |       |      |     |         |   |    |    |  |
| 2009 | 37,21 | 16,57 | 31,90 | CDU   | 4,58  | 5,17  |          |       |      |       |      |     |         |   |    |    |  |
| 2011 | 48,92 | 14,51 | 24,11 | CDU   | 3,40  | 2,59  | 0,63     |       |      |       |      |     |         |   |    |    |  |
| 2015 | CDS   | PSD   | 24,77 | CDU   | 4,58  | 8,23  | 0,91     | 53,62 | 0,47 |       |      |     |         |   |    |    |  |
| 2019 | 39,43 | 6,53  | 33,36 | CDU   | 2,99  | 6,73  | 1,86     |       | 0,70 | 1,07  | 0,41 |     |         |   |    |    |  |
| 2022 | 39,21 | 1,92  | 38,60 | CDU   | 2,43  | 2,91  | 0,83     | 0,40  | 8,55 | 1,84  |      |     |         |   |    |    |  |
| 2024 | AD    | AD    | 25,54 | CDU   | 35,44 | 2,10  | 3,15     | 1,38  | 0,93 | 22,52 | 1,87 |     |         |   |    |    |  |

## Tarouquenses ilustres
Leite de Vasconcelos